# Almeirim (Portugal)
Pour les articles homonymes, voir Almeirim.

Localisation d'Almeirim

Almeirim est une ville située au centre-est du Portugal, dans le district de Santarém.

## Géographie
Almeirim est limitrophe :
- au nord, de Alpiarça,
- au nord-est et à l'est, de Chamusca,
- au sud, de Coruche et Salvaterra de Magos,
- à l'ouest, de Cartaxo,
- au nord-ouest, de Santarém.

## Démographie
| 1801  | 1849  | 1900   | 1930   | 1960   | 1981   | 1991   | 2001   | 2011   |
| ----- | ----- | ------ | ------ | ------ | ------ | ------ | ------ | ------ |
| 1 318 | 4 602 | 13 688 | 12 808 | 18 011 | 21 154 | 21 380 | 21 957 | 23 376 |

## Jumelages
- Dreux (France)
- Chaudon (France)

## Subdivisions
La municipalité de Almeirim groupe 4 freguesias :
- Almeirim
- Benfica do Ribatejo
- Fazendas de Almeirim
- Raposa